# Barruecopardo (kommunhuvudort)
Barruecopardo är en kommunhuvudort i Spanien.   Den ligger i provinsen Provincia de Salamanca och regionen Kastilien och Leon, i den nordvästra delen av landet, 260 km väster om huvudstaden Madrid. Barruecopardo ligger 710 meter över havet och antalet invånare är 519.
Terrängen runt Barruecopardo är platt åt nordost, men åt sydväst är den kuperad. Runt Barruecopardo är det glesbefolkat, med 13 invånare per kvadratkilometer. Närmaste större samhälle är Lumbrales, 15,9 km söder om Barruecopardo. Trakten runt Barruecopardo består till största delen av jordbruksmark.